# Dalhyddan

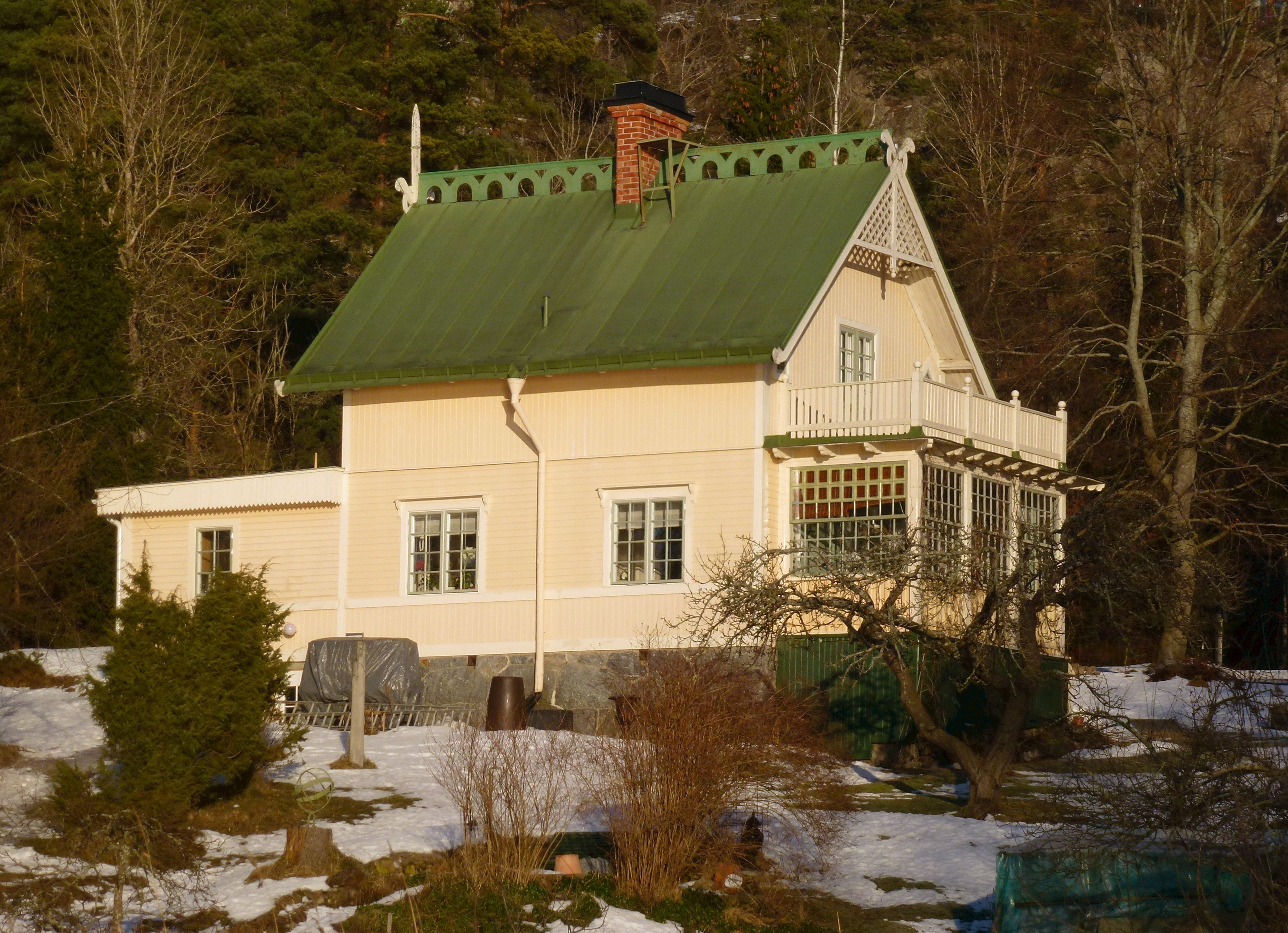
Dalhyddan, fasad mot Albysjön, 2013.

Dalhyddan är en sekelskiftesvilla vid Masmovägen i kommundelen Vårby i Huddinge kommun. Dalhyddan och intilliggande Masmo gård är två av de sällsynta exemplen på arkitektritade sekelskiftesvillor i Huddinge. I området finns ytterligare två äldre villor, som dock är starkt förändrade och har förlorat sin ursprungliga karaktär. Samtliga tre tillhörde ursprungligen Masmo gård. 

## Bekrivning

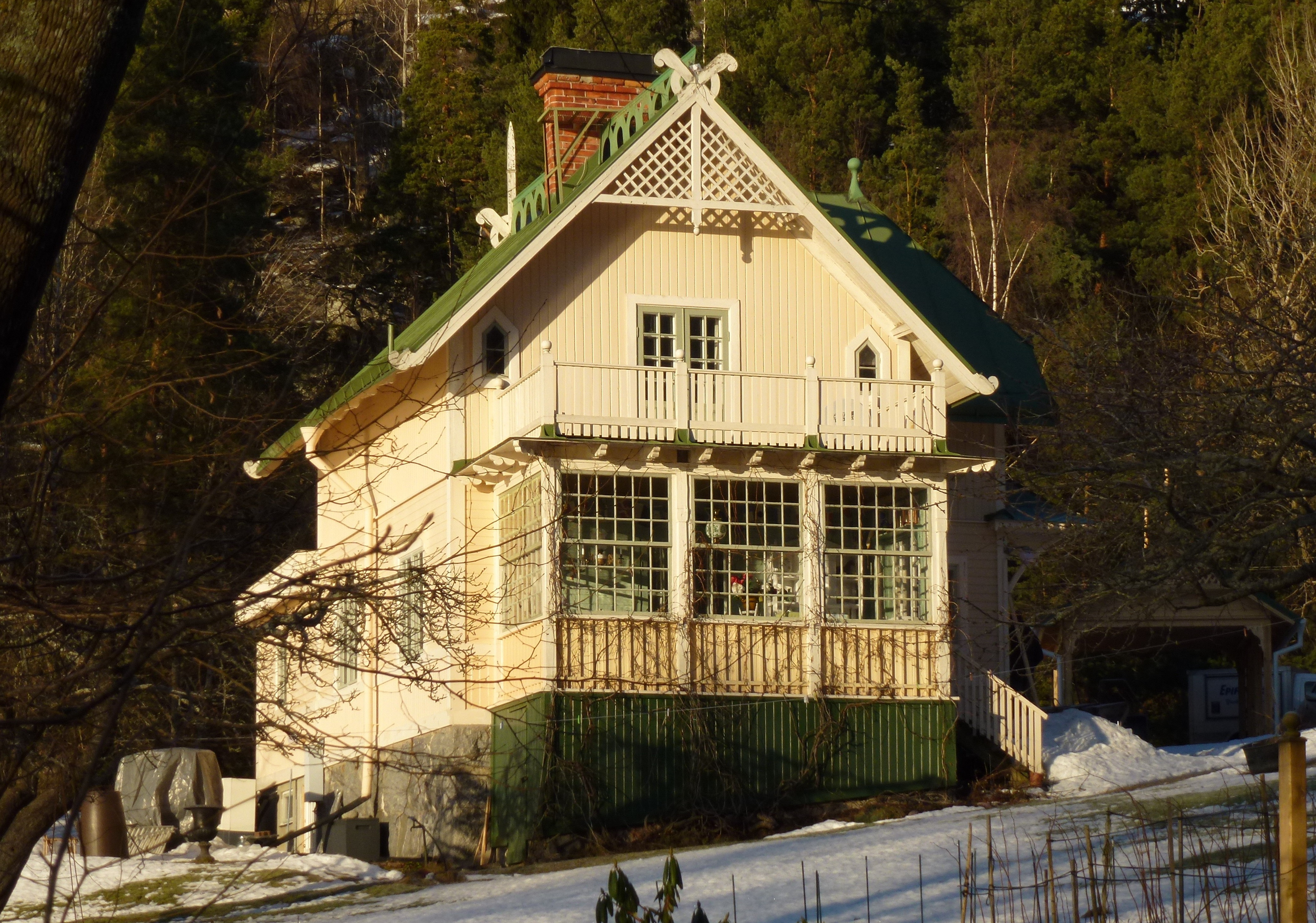
Dalhyddan, 2013.

Villan ligger intill Masmobäckens ravin mellan Masmovägen och Albysjön. Dalhyddan är en trävilla, troligen byggd 1907 (möjligtvis tidigare) och arkitektritad, arkitekten är dock okänd. Stilen är den typiska för de sommarnöjen som uppfördes kring sekelskiftet 1900 i Stockholms skärgård. Byggnaden står på en hög naturstenssockel och har gulmålade fasader med paneler. Sadeltaket har en brant resning, taket är plåttäckt och grönmålat. Huset smyckas av rikligt lövsågeri med nationalromantiska inslag, exempelvis två korslagda, stiliserade drakhuvuden i gavelspetsen som binds samman av en åskam på taknocken. Mot sydost reser sig en punschveranda.
Både vad gäller den natursköna placeringen och den arkitektoniska utformningen är Masmo gård och Dalhyddan typiska exponenter för den borgerliga villabebyggelsen som finns i exempelvis Djursholm och på Lidingö. I Huddinge däremot är husen "främmande fåglar". Byggnaden donerades 1913 av Thorbjörn Hwass (Masmo gårds ägare) till Röda korset som semesterhem.